# Museu e Biblioteca Espírita de São Paulo
Museu e Biblioteca Espírita de São Paulo é um museu e biblioteca que reúne inúmeros estudos e obra sobre o espiritismo e promove palestras acerca do tema. Foi concebido em 1997 e situa-se no bairro da Lapa, cidade de São Paulo (estado homônimo) e serve também como sede do Instituto de Cultura Espírita do Estado de São Paulo.

## História
O sonho original de um museu dedicado ao Espiritismo foi finalmente retomado em 1997, graças ao esforço conjunto do Dr. Paulo Toledo Machado e do Instituto de Cultura Espírita do Estado de São Paulo. Décadas de pesquisa e coleta de acervo foram reunidas para reavivar o projeto idealizado por Allan Kardec. O museu foi cuidadosamente organizado e preparado para garantir a preservação e análise desses temas.

## Acervo
Localizado na Lapa, o Museu possui uma rica biblioteca e uma hermacoteca. O local possui salas para conferências e exibições do acervo principal. Além disso, há três edifícios que compõem o complexo, incluindo a sede administrativa do Instituto de Cultura Espírita do Estado de São Paulo e instalações anexas como a Pinacoteca, uma sala para projeção de filmes, arquivo histórico e teatro.

### Vínculo com Allan Kardec
O Museu busca preservar a conexão histórica com Allan Kardec por meio das reconstituições das pinturas de Monvoisin (Raymond-Auguste Quinsac) presenteadas pelo próprio artista a Kardec. Essas obras representam momentos significativos, como a transfiguração no Monte Tabor, cenas da vida de Joanna D´Arc e a execução de João Huss. Essas pinturas são consideradas o ponto de partida do museu, conforme registrado na Revista Espírita de junho de 1869.

### Acervo Raro e Precioso
A Biblioteca e Hemeroteca do Museu possuem uma coleção impressionante de livros e periódicos raros, datando dos séculos XIX e XX. Essas obras permitem reconstituir os passos iniciais do Espiritualismo Moderno e da Codificação Espírita. Destacam-se edições originais da Revue Spirite e das obras da codificação, incluindo a edição comemorativa do primeiro centenário do Livro dos Espíritos, que apresenta o fac-símile da edição de 1857. A edição conhecida atualmente foi revisada e ampliada posteriormente, sendo publicada em 1860.